# Marion Feigl
Marion Feiglová (nepřechýleně Marion Feigl, 7. června 1929, Praha – 12. února 2018, New York) byla jednou ze zachráněných židovských dětí, kterým se podařilo odcestovat Wintonovým kindertransportem v létě 1939 z pražského Wilsonova nádraží do Anglie. Odtud pak koncem roku 1944 vycestovala do New Yorku, kde se setkala s oběma svými rodiči. Po vysokoškolském studiu pracovala Marion Feigl jako nakladatelská redaktorka. Svému otci, který vedl v New Yorku obnovenou Galerii Feigl pomáhala jako galeristka. Po roce 1989 věnovala pražskému Židovskému muzeu do sbírek archiválií dokumenty týkající se jak života jejího otce, tak i jeho bratra.

## Život
Marion (Marianne) Feigl se narodila 7. června 1929 v Praze do rodiny pražského galeristy Hugo Feigla a jeho manželky Margarety Mellerové (1900–1987), s níž byl Hugo Feigl již od roku 1924 ženat. Rodina bydlela v Ovenecké ulici číslo 42. Byla neteří malíře a grafika Bedřicha (Friedricha) Feigla.
Po německé okupaci se Hugu Feiglovi podařilo 15. března 1939 uprchnout před gestapem do Paříže a odtud pak vycestoval do New Yorku. Mezitím v Protektorátu Čechy a Morava jeho žena Margareta přihlásila dceru Marion do dětského transportu Sira Nicholase Wintona. V létě roku 1939 začala v Anglii Marion svůj pobyt nejprve v Londýně a poté v Bedfordu u paní Pestellové a jejích dvou dcer. Od Pestellů se přestěhovala do města Whitchurch,  kde navštěvovala školu pro uprchlické děti z Československa, založenou československá exilová vláda v Londýně. Poté žila nějaký čas ve Walesu a teprve koncem roku 1944 směla Marion konečně odletět do New Yorku, kde na ni již čekali oba její rodiče. (Marionina matka Margareta se do New Yorku dostala již v květnu 1939). V New Yorku pomáhala Marion svému otci s vedením Galerie Feigl na Madison Avenue 601. Galerii vedl její otec od roku 1942 až do své smrti v roce 1961. 
V USA Marion vystudovala vysokou školu a celý život pracovala jako nakladatelská redaktorka.
Po Sametové revoluci v roce 1989 navštívila Československo. Při této příležitosti Židovskému muzeu v Praze věnovala některé materiály týkající se jak činnosti jejího otce a jeho galerií v Praze a New Yorku, tak i materiály ze života a tvorby jejího strýce.
Marion Feiglová zemřela v New Yorku 12. února 2018. Její popel je uložen na newyorském hřbitově Ferncliff Cemetery v Hartsdale, kde je uložen i popel jejích rodičů.